# 黄登站
黄登站（：／ Hwangdeung yeok */?）是湖南線沿線的一座鐵路車站，位于韓國全羅北道益山市黃登面，目前僅提供貨運服務。

## 历史
- 1943年3月6日 - 落成使用。

## 相鄰車站
韓國鐵道公社
湖南線
咸悅－黃登－益山